# Lyrics: 1962 - 2001
Lyrics: 1962 - 2001 (traducido al español como Letras 1962-2001) es un libro que recoge las letras de las canciones de toda la trayectoria musical del músico estadounidense Bob Dylan, desde el álbum epónimo de 1962 hasta "Love and Theft", de 2001, con la única excepción de Modern Times.
La edición del libro es bilingüe, manteniendo la letra de las canciones en inglés y traducidas al español.